# Резолюция Совета Безопасности ООН 1077
Резолюция Совета Безопасности ООН 1077 — резолюция Совета Безопасности ООН, принятая 22 октября 1996 года, после принятия резолюций 937 (1994), 1036 (1996) и 1065 (1996) по ситуации в Грузии, Совет Безопасности учредил Управление по правам человека в Сухуми, Грузия, в составе Миссии ООН по наблюдению в Грузии (UNOMIG).

## Содержание
Подтвердив свою поддержку территориальной целостности и суверенитета Грузии, Совет Безопасности рассмотрел доклад Генерального секретаря и постановил, что вновь созданное Управление по правам человека будет находиться в ведении главы Миссии UNOMIG. Он был уполномочен оказывать помощь народу Абхазии. Программные приоритеты должны определяться на основе консультаций с Генеральным секретарем и правительством Грузии, а последующие мероприятия должны проводиться с Организацией по безопасности и сотрудничеству в Европе.
Резолюция была принята 14 голосами за, при одном воздержавшемся от Китая, в ней говорилось, что создание Управления по правам человека выходит за рамки полномочий Совета Безопасности и не должно создавать прецедента для будущих миссий по поддержанию мира в регионе.